# Canton de Rouffach
Le canton de Rouffach est une ancienne division administrative française, située dans le département du Haut-Rhin, en région Grand Est. Le canton de Rouffach faisait partie de la deuxième circonscription du Haut-Rhin.

## Composition
Le canton de Rouffach regroupait 8 communes :

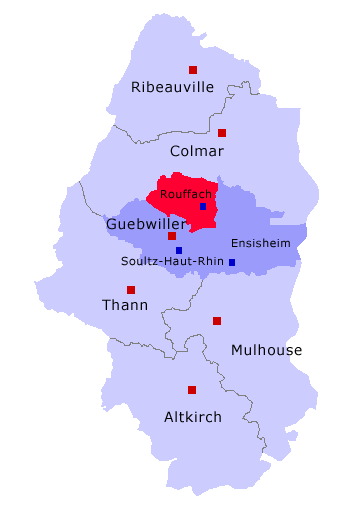
Représentation du canton de Rouffach au sein de l'arrondissement de Thann et du département du Haut-Rhin.

- Gueberschwihr ;
- Gundolsheim ;
- Hattstatt ;
- Osenbach ;
- Pfaffenheim ;
- Rouffach (chef-lieu) ;
- Soultzmatt ;
- Westhalten.

## Administration

### Conseillers généraux de 1833 à 1871 et de 1919 à 2015
| Période                                  | Période          | Identité                                     | Étiquette                               | Qualité |
| ---------------------------------------- | ---------------- | -------------------------------------------- | --------------------------------------- | --- |
| 1833                                     | 1845 (démission) | Eusèbe Richard Brunck                        |                                         | Magistrat et conseiller à la cour royale de Colmar Président du Conseil Général (1831-1832)                              |
| 1846                                     | 1852             | Jean-Baptiste Deubel                         |                                         | Docteur en médecine à Colmar                                                                                             |
| 1852                                     | 1870             | Baron Alphonse Lothaire d'Anthès (1813-1884) |                                         | Propriétaire Conseiller municipal de Soultz                                                                              |
|                                          |                  |                                              |                                         | |
| 1919                                     | 1930 (décès)     | Xavier Ostermeyer (1850-1930)                | RG                                      | Propriétaire du château d'Isenbourg Viticulteur à Rouffach Vice-Président du réseau des chemins de fer d'Alsace-Lorraine |
| 1930                                     | 1933 (décès)     | Henry Jurascheck                             | Catholique National Indépendant         | Médecin et Maire de Rouffach                                                                                             |
| 1933                                     | 1940             | Alphonse Monath (1901-1950)                  | Action populaire nationale d'Alsace-PSF | Quincaillier à Rouffach                                                                                                  |
|                                          |                  |                                              |                                         | |
| 1945                                     | 1950 (décès)     | Alphonse Monath                              | MRP                                     | Commerçant Conseiller municipal de Rouffach                                                                              |
| 18 février 1951                          | 1976             | Maurice Freismuth (1914-1990)                | RPF puis RS puis UDR                    | Maire de Rouffach (1948-1955)                                                                                            |
| 1976                                     | 1982             | Joseph Freyeisen                             | CD puis UDF-CDS                         | Infirmier Maire de Rouffach (1971-1989)                                                                                  |
| 1982                                     | 1994             | Marcel Diebolt                               | DVD                                     | Pharmacien, maire d'Osenbach (1983-1995)                                                                                 |
| 1994                                     | 2015             | Jean-Paul Diringer                           | UDF puis UMP                            | Viticulteur et technico-commercial Maire de Soultzmatt Vice-président du conseil général (1994-2001)                     |
| Les données manquantes sont à compléter. |                  |                                              |                                         | |

### Conseillers d'arrondissement (de 1833 à 1871 et de 1919 à 1940)
Le canton de Rouffach avait deux conseillers d'arrondissement à partir de 1919.
De 1833 à 1871, il appartenait à l'arrondissement de Colmar.
| Période                                  | Période      | Identité                            | Étiquette       | Qualité |
| ---------------------------------------- | ------------ | ----------------------------------- | --------------- | --- |
| 1833                                     | 1836         | Jean Baptiste Chevalier (1798-1846) |                 | Propriétaire, négociant, rentier à Rouffach                                                                 |
| 1836                                     | 1839         | M. Heinrich                         |                 | Propriétaire à Rouffach                                                                                     |
| 1839                                     | 1842         | Joseph Jacques Eschbach (1801-1865) |                 | Propriétaire à Rouffach                                                                                     |
| 1842                                     | 1845         | M. Wendeling                        |                 | Juge de paix à Rouffach                                                                                     |
| 1845                                     | 1848         | M. Triponet                         |                 | Docteur en médecine à Rouffach                                                                              |
|                                          |              |                                     |                 | |
| 1919                                     | 1934 (décès) | Joseph Beck                         | Union nationale | Propriétaire cultivateur à Pfaffenheim                                                                      |
| 1919                                     | 1922         | Charles Berentzwiller               | Union nationale | Ancien commissaire de police en Indochine                                                                   |
| 1922                                     | 1940         | Auguste Lichtlé                     |                 | Vigneron, maire de Gueberschwihr                                                                            |
| 1934                                     | 1940         |                                     |                 | |
| 1940                                     |              |                                     |                 | Les conseils d'arrondissement ont été suspendus par la loi du 12 octobre 1940 et n'ont jamais été réactivés |
| Les données manquantes sont à compléter. |              |                                     |                 | |